# چارلی تاهان
چارلی تاهان (به انگلیسی: Charlie Tahan) (زاده  ۱۱ ژوئن ۱۹۹۸) بازیگر آمریکایی است.
از فیلم‌های معروف او می‌توان به بازی در فیلم من افسانه‌ام، ویوارد پینز، زندگی تبهکاری، شب‌ها در رودانته، هلهله‌چی‌ها، فاجعه، سرزمین عادات ثابت و آتش درخشان اشاره کرد.